# Ararat Mirzojan
Ararat Samweli Mirzojan orm. Արարատ Սամվելի Միրզոյան (ur. 23 listopada 1979 w Erywaniu, ZSRR) – ormiański polityk, minister spraw zagranicznych.
W 2002 ukończył studia na Uniwersytecie w Erywaniu, w latach 2003–2005 był pracownikiem Instytutu Muzeum Ludobójstwa Ormiańskiego. Od 2017 do 2018 był parlamentarzystą Zgromadzenia Narodowego, w latach 2018–2019 wicepremierem, następnie w 2019-2021 przewodniczącym parlamentu. Od 19 sierpnia 2021 pełni funkcję ministra spraw zagranicznych.
Jest członkiem partii Kontrakt Obywatelski. Żonaty, dwoje dzieci.